# Challenger de Guayaquil 2021
El torneo Challenger de Guayaquil 2021 fue un torneo de tenis perteneciente al ATP Challenger Tour 2021 en la categoría Challenger 80. Se trató de la 17.ª edición; el torneo tuvo lugar en la ciudad de Guayaquil (Ecuador), desde el 1 hasta el 7 de noviembre de 2021 sobre pista de tierra batida.

## Jugadores participantes del cuadro de individuales
| Favorito | País                 | Jugador             | Rank1 | Posición en el torneo |
| -------- | -------------------- | ------------------- | ----- | --------------------- |
| 1        | Bandera de España    | Jaume Munar         | 75    | Primera ronda         |
| 2        | Bandera de Argentina | Facundo Bagnis      | 81    | Cuartos de final      |
| 3        | Bandera de Colombia  | Daniel Galán        | 106   | Cuartos de final      |
| 4        | Bandera de Argentina | Sebastián Báez      | 112   | Primera ronda         |
| 5        | Bandera de Argentina | Francisco Cerúndolo | 113   | Segunda ronda         |
| 6        | Bandera de Brasil    | Thiago Seyboth      | 126   | Semifinales           |
| 7        | Bandera de Bolivia   | Hugo Dellien        | 128   | Segunda ronda         |
| 8        | Bandera de Argentina | Tomás Etcheverry    | 133   | Semifinales           |

- 1 Se ha tomado en cuenta el ranking del 31 de octubre de 2021.

### Otros participantes
Los siguientes jugadores recibieron una invitación (wild card), por lo tanto ingresaron directamente al cuadro principal (WC):
- Facundo Bagnis
- Diego Hidalgo
- Álvaro Guillén

Los siguientes jugadores ingresaron al cuadro principal tras disputar el cuadro clasificatorio (Q):
- Alejandro González
- Nicolás Álvarez
- Daniel Dutra da Silva
- Facundo Juárez

## Campeones

### Individual masculino
- Alejandro Tabilo derrotó en la final a  Jesper de Jong, 6–1, 7–5.

### Dobles masculino
- Jesper de Jong /  Bart Stevens derrotaron en la final a  Diego Hidalgo /  Cristian Rodríguez, 7–5, 6–2.